# Cerge Remonde

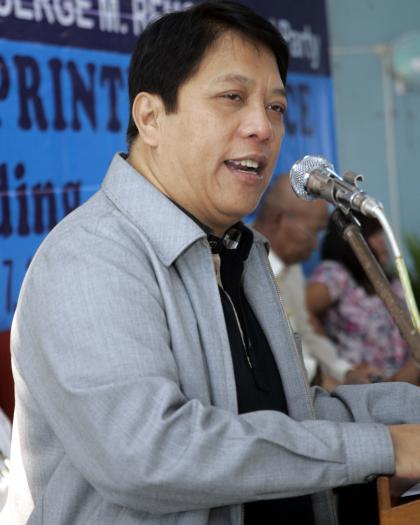
Cerge Remonde in 2009

Cerge M. Remonde (Argao, 21 december 1958 - Makati, 19 januari 2010) was een Filipijns journalist en van 2001 tot zijn dood in 2010 perswoordvoerder in het kabinet van Gloria Macapagal-Arroyo.
Remonde groeide op in zijn geboorteplaats Argao in de provincie Cebu. Hij behaalde zijn Bachelor of Arts-diploma aan de University of the Visayas in Cebu City magna cum laude. Daarna studeerde hij aan het Afrikaans-Aziatisch Institutuut in de Israëlische hoofdstad Tel Aviv. Na zijn studie werkte Remonde als radiojournalist. Hij presenteerde het, regionaal erg populaire, radioprogramma DYLA Interaction. Later werd hij gekozen tot voorzitter van Kapisanan ng mga Brodkaster ng Pilipinas (KBP), de organisatie voor Filipijns radio- en televisiepersoneel. Nadat hij vijf maal in deze functie was herkozen werd hij in 2001 hij door president Gloria Macapagal-Arroyo benoemd tot onderminister en perswoordvoerder. Ook werd hij hoofd van de Government Mass Media Group, een organisatie die de diverse televisie en radiozenders van de overheid controleert. Remonde was een van de belangrijkste vertrouwelingen in het kabinet van Arroyo. Naast zijn kabinetspost was hij ook senior adviseur van het GRP-NDF vredesoverlegorgaan. Ook was hij voorzitter van de Advertising Board van de Filipijnen, het Freedom Fund for Filipino Journalists en de Raad van beroep voor de Movie and Television Review and Classification Board. Tevens was hij commissaris in het Communicatie-Commissie van UNESCO.
Remonde werd op 19 januari 2010 bewusteloos gevonden in zijn badkamer. Bij aankomst in het Makati Medical Center werd zijn dood vastgesteld. Remonde was getrouwd met de Deense columniste Marit Stinus.